# Marisa de Lille
Marisa de Lille Buenfil (Ciudad de México, 15 de abril de 1966) es una actriz y cantante mexicana.

## Biografía

### Inicios
Marisa de Lille Buenfil nació en Ciudad de México, el 15 de abril de 1966. Inició su carrera artística muy pequeña. La primera vez que cantó, lo hizo cuando apenas tenía 9 años de edad. Ya a los 13 años, De Lille debutó como solista en el Palacio de Bellas Artes, interpretando la pieza musical «Canción de cuna», de Mozart.
Marisa impresionó a la audiencia, entre los que se encontraba el presentador y periodista Jorge Saldaña, quien la invitó a participar dentro de su programa televisivo Sábados con Saldaña, en donde la presentó como una «revelación juvenil». En los próximos años, Marisa ofreció conciertos de ópera a cargo de su maestra, Ángela Cuevas.

### Carrera como cantante
En 1984, Marisa decidió incursionar dentro del mundo comercial. Participó en el concurso «Valores Bacardi y Compañía» con el tema Eres, donde logró obtener el sexto lugar de entre más de 13,500 personas. Así grabó su primer tema con la compañía disquera «Musart» para el disco de colección de dicho festival en ese mismo año.
Dos años más tarde, en 1986, grabaría su primer álbum y vídeo titulado No soy igual, del género de pop rock, de la mano de la disquera «Perless». Con este hecho, Marisa se convirtió en la primera cantante de rock mexicana en ser promocionada por los medios de comunicación comerciales. Tiempo después, la misma discográfica lanzaría su sencillo Tropique, el cual era una versión en español de la original francesa.
En 1990 graba para discos «Melody» los temas Así quiero que sea mi vida y Rebeldía, los cuales interpretó dentro del disco de colección de la telenovela mexicana Alcanzar una estrella II. Integró el grupo Muñecos de Papel, junto a: Sasha Sokol, Ricky Martin, Biby Gaytán, Erik Rubín, Pedro Fernández y Angélica Rivera dentro de la novela, ella ingresa al grupo a reemplazar a esta última.
Su carrera musical la ha llevado a compartir escenarios con reconocidos grupos musicales como Mecano, Soda Stereo, Kenny y los eléctricos, Betsy Pecanins, Alaska y Dinarama, El Tri, entre otros. Sus trabajos la han llevado a hacer giras por países como Perú, Ecuador, España, Chile, Colombia, entre otros.

### Carrera dentro del doblaje
A partir de 1994, Marisa colaboraría con la desaparecida empresa de doblaje Intertrack, interpretando diversos temas musicales de series animadas como Dragon Ball, Slam Dunk, Bikkuriman, Digimon, Sailor Moon, Sally, la bruja, Robots Ninja, Dr. Slump, entre otros. En 2011, Marisa eligió 5 de éstos temas para grabarlos nuevamente, solo que esta vez en una «versión extendida». Dichos proyectos fueron publicados posteriormente por "Anison Latino".La mayoría de los temas de Sailor Moon no fueron doblados al español de manera oficial, Marisa grabó un disco llamado Ofrenda Lunar, dónde incluye su propia versión al español de todos los temas de dicho ánime.

### Carrera como actriz
En 1984, Marisa hizo su primera aparición como actriz en la telenovela mexicana Te amo (1984), como Susana. Posteriormente, interpretaría a Luisita en Yesenia (1987), a Delfina en Alcanzar una estrella II (1991), a Isabel en A flor de piel (1994) y en cine al Fantasma de Sor Juana en Las pasiones de Sor Juana (2004). También aparecería como invitada en el documental mexicano ¿Y tú, qué onda?, estrenado en 1990, junto al cantante mexicano Álex Lora.

## Bandas sonoras

### Anime
- Bikkuriman - Ending junto con Aarón Montalvo.
- Digimon Adventure - Ending.[8]
- Digimon Adventure 02 - Ending.[8]
- Dragon Ball - Ending.[8]
- Dragon Ball Z - Ending 1.[8]
- Dr. Slump - Opening y Ending.[8]
- Saint Seiya: Omega - Opening junto con Mauren Mendo.[11]
- Sailor Moon - Opening 1 y Ending 1.[7]
- Sally, la brujita - Opening y  Ending.[8]
- Slam Dunk - Ending 1.[8]
- Robots Ninja - Opening (coros).

### Series de TV
- Ultraman Tiga - Opening (coros).

### Películas animadas
- Hércules & Xena: la batalla del Olimpo - Tema inicial.

## Filmografía

### Telenovelas
- Te amo (1984) - "Susana".[12]
- Yesenia (1987) - "Luisita".[13]
- Alcanzar una estrella II (1991) - "Delfina".[3]
- A flor de piel (1994) - "Isabel Montaño".[14]

### Cine
- Las Pasiones de sor Juana (2004) - "Fantasma de Sor Juana".[15]

### Teatro
- Kumán - "Mary Anne".
- Violinista en el tejado - "Chava".[1]
- La Leyenda del Tepozteco - "Ximalma".